# Államok vezetőinek listája 304-ben
Ezen az oldalon az i. sz. 304-ben fennálló államok vezetőinek névsora olvasható földrészek, majd országok szerinti bontásban.

## Európa
- Boszporoszi Királyság
  - Király: Thothorszész (285/286–308/309)

- Római Birodalom
  - Császár (tetrarchia): Diocletianus (284–305)
  - Császár: Maximianus (286–305)
  - Caesar: Constantius Chlorus (293–306)
  - Caesar: Galerius (293–311) 
    - Consul: Diocletianus császár
    - Consul: Maximianus császár

## Ázsia
- Armenia
  - Király: III. Tiridatész (293–330)

- Ibériai Királyság
  - Király: III. Mirian (284–361)

- India
  - Anuradhapura
    - Király: Mahászéna (277-304)
    - Király: Sziriméghavanna (304–332)

  - Vákátaka
    - Király: I. Pravaraszéna (284–344)

- Japán
  - Császár: Ódzsin (270–310)

- Kína (Csin-dinasztia)/Tizenhat királyság
  - Császár: Csin Huj-ti (290–306)
  - Han Csao: Liu Jüan (304–310)
  - Cseng Han: Li Hsziung (304–334)

- Korea
  - Pekcse
    - Király: Punszo (298–304)
    - Király: Pirju (304–344)

  - Kogurjo
    - Király: Micshon (300–331)

  - Silla
    - Király: Kirim (298–310)

  - Kumgvan Kaja
    - Király: Kodzsilmi (291-346)

- Szászánida Birodalom
  - Nagykirály: II. Hurmuz (302–309)

## Afrika
- Kusita Királyság
  - Kusita uralkodók listája

## Fordítás
- Ez a szócikk részben vagy egészben  a   Liste der Staatsoberhäupter 304 című német Wikipédia-szócikk ezen változatának fordításán alapul.  Az eredeti cikk szerkesztőit annak laptörténete sorolja fel. Ez a jelzés csupán a megfogalmazás eredetét és a szerzői jogokat jelzi, nem szolgál a cikkben szereplő információk forrásmegjelöléseként.